# Epilobium obcordatum
Epilobium obcordatum là một loài thực vật có hoa trong họ Anh thảo chiều. Loài này được A.Gray mô tả khoa học đầu tiên năm 1865.

## Hình ảnh

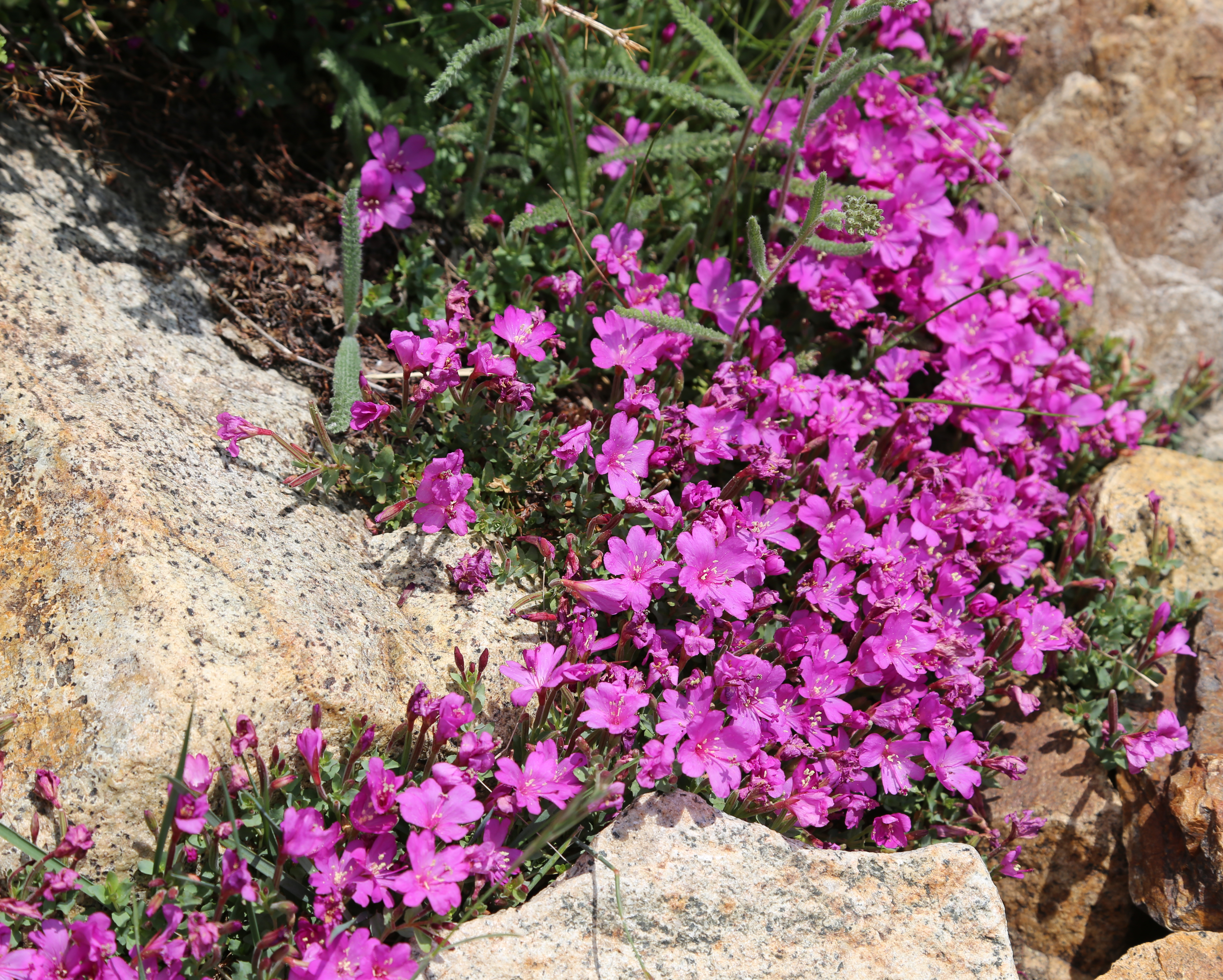
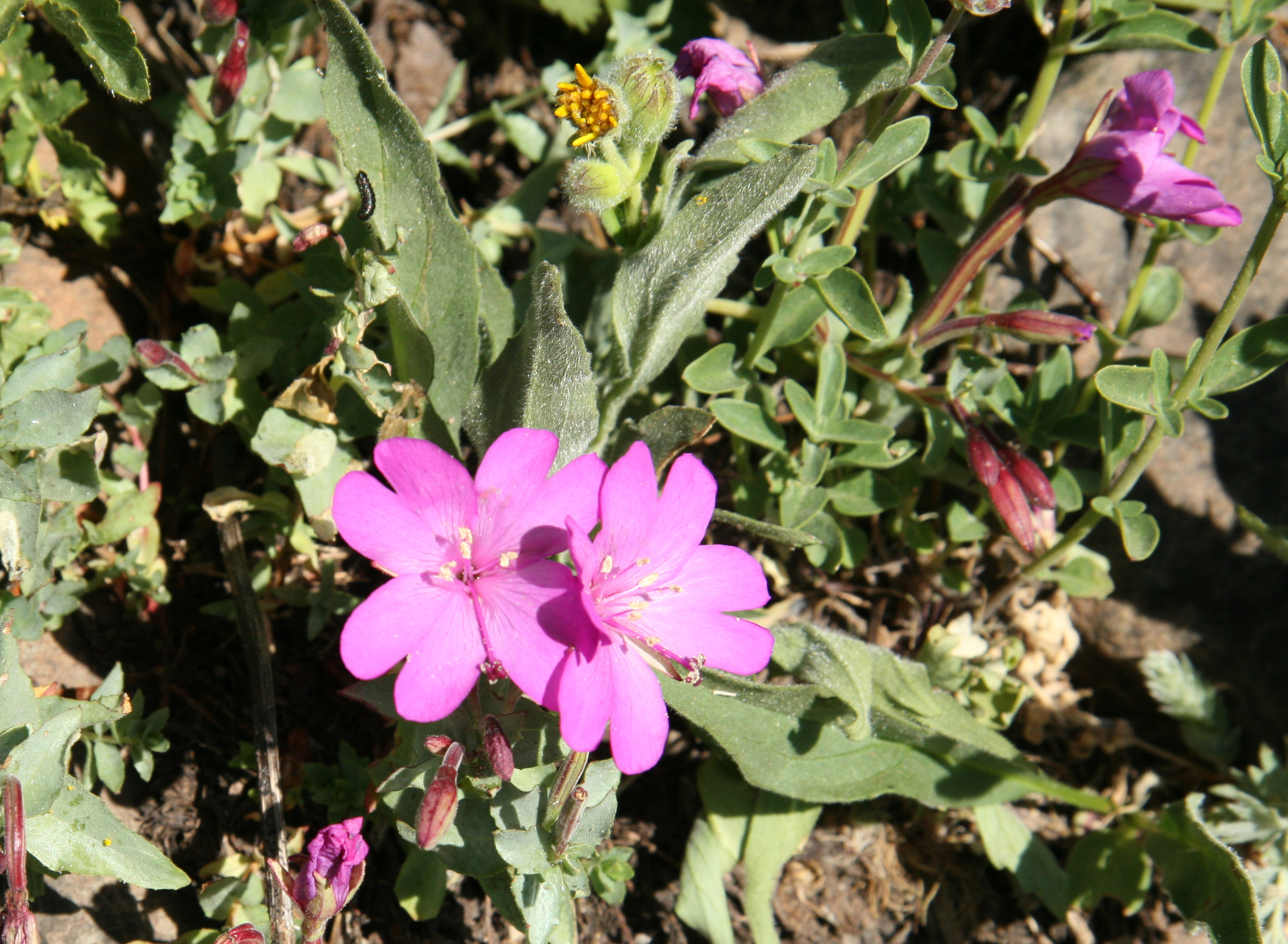
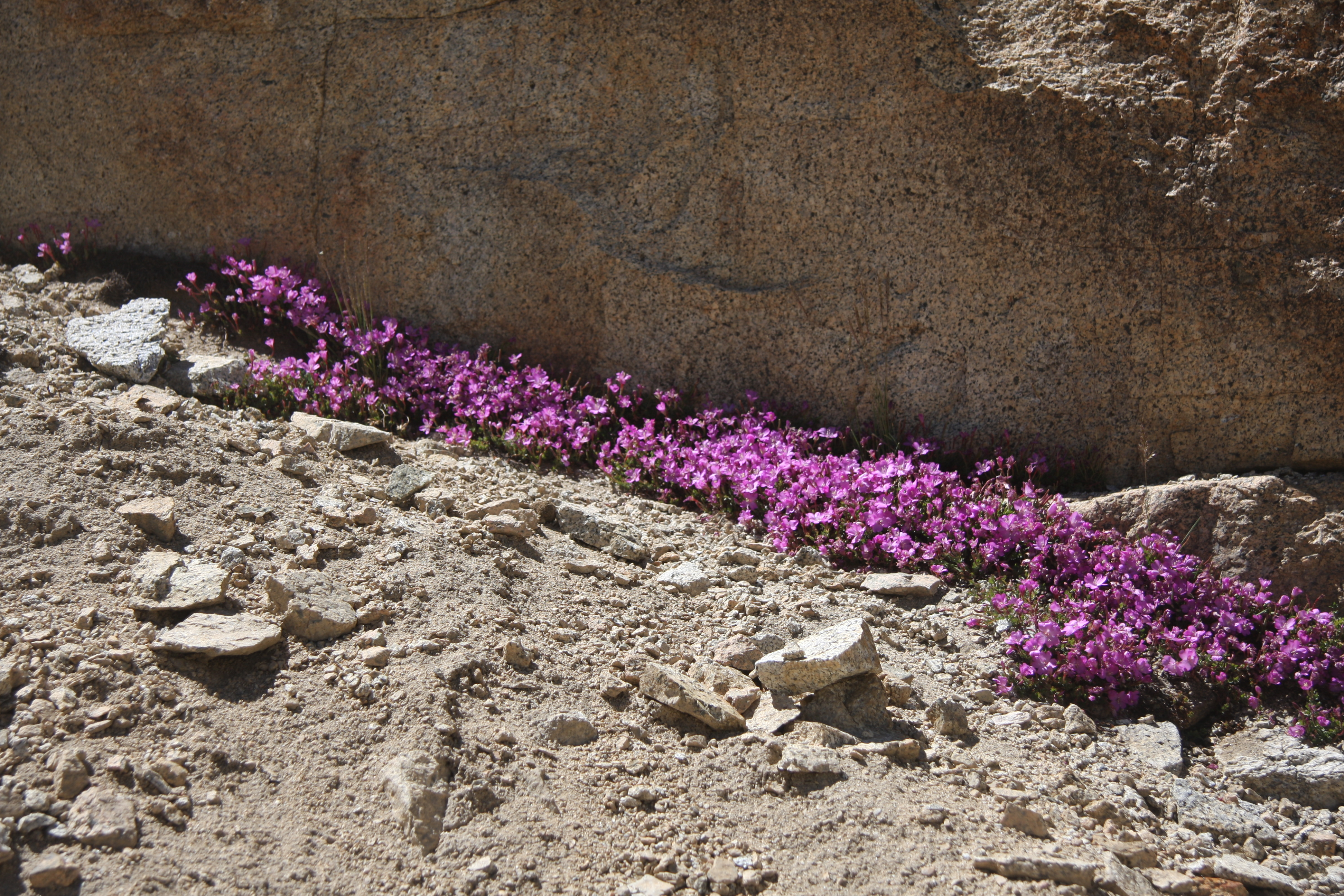
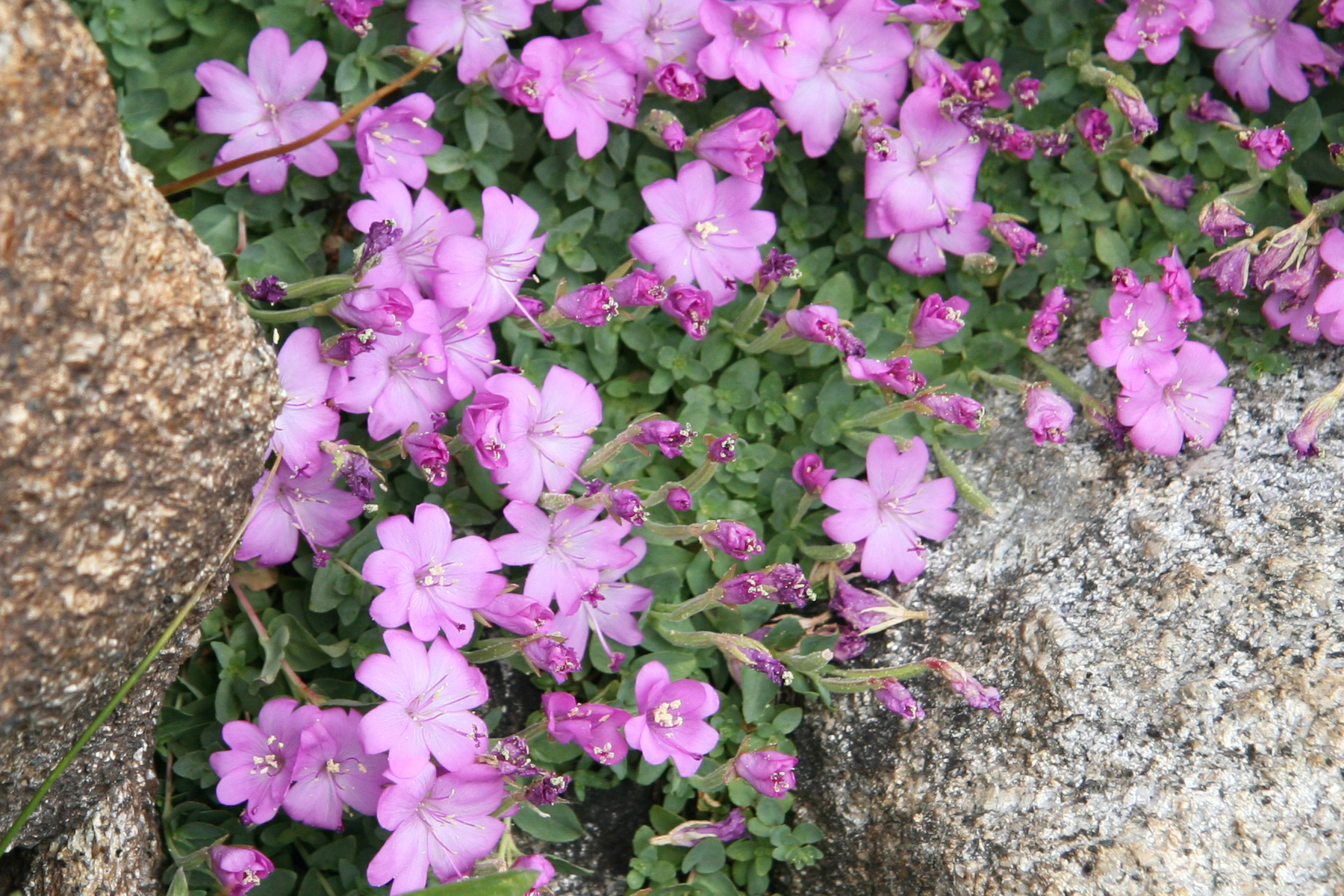